# گری ایروین
گری ایروین (انگلیسی: Gary Irvine؛ زادهٔ ۱۷ مارس ۱۹۸۵) بازیکن فوتبال اهل بریتانیا است.
از باشگاه‌هایی که در آن بازی کرده‌است می‌توان به باشگاه فوتبال سنت جانستون، باشگاه فوتبال سلتیک، باشگاه فوتبال سنت میرن، و باشگاه فوتبال داندی اشاره کرد.
وی همچنین در تیم ملی فوتبال زیر ۲۱ سال اسکاتلند بازی کرده‌است.